# Ист Рентон Хајландс (Вашингтон)
Ист Рентон Хајландс (енгл. East Renton Highlands) насељено је место без административног статуса у америчкој савезној држави Вашингтон.

## Демографија
По попису из 2010. године број становника је 11.140, што је 2.124 (-16,0%) становника мање него 2000. године.
| Група             | 2000.          | 2010.         |
| Белци             | 11.773 (88,8%) | 9.259 (83,1%) |
| Афроамериканци    | 193 (1,5%)     | 158 (1,4%)    |
| Азијати           | 411 (3,1%)     | 518 (4,6%)    |
| Хиспаноамериканци | 455 (3,4%)     | 719 (6,5%)    |
| Укупно            | 13.264         | 11.140        |